# Atsimo-Atsinanana
Atsimo-Atsinanana (dosł. Południowy Wschód) – region Madagaskaru, ze stolicą w Farafanganie. Dawniej należał do Prowincji Fianarantsoa.

## Geografia
Zajmuje powierzchnię 18 863 km² i położony jest w południowo-wschodniej części wyspy, u wybrzeży Ocenau Indyjskiego. Od północy graniczy z regionem Vatovavy-Fitovinany, od północnego zachodu z Haute Matsiatra, od zachodu z Ihorombe, aod południa z Anosy. Do głównych rzek regionu należą: Manampatrana, Mananivo, Mananara, Masihanaka, Manambondro oraz Itomampy. Przez region przebiegają drogi RN 12, RN 27 i RN 12a. Na jego terenie leży rezerwat Manombo.

## Demografia
Jego zaludnienie wynosiło w 1993 roku 423 757 osób. W 2004 wynosiło ok. 621 200. Według spisu z 2018 roku populacja wzrosła do ponad 1 mln mieszkańców. 

## Podział administracyjny
W skład regionu wchodzi 5 dystryktów:
- Befotaka
- Farafangana
- Midongy
- Vagaindrano
- Vondrozo